# Société européenne des auteurs
 (mars 2024).
La Société européenne des auteurs (SeuA) est un think tank visant à créer une communauté littéraire et intellectuelle dédiée à la traduction, au passage et à l’accompagnement des œuvres dans les différentes langues du continent européen. Elle a été fondée [Quand ?] à [Où ?] par [Qui ?].
Elle regroupe tous les auteurs, traducteurs et éditeurs qui souhaitent participer à la création d’une communauté textuelle européenne, au-delà des logiques nationales. Le réseau de la SeuA supporte principalement le passage des œuvres d’une langue à l’autre, en prenant soin d'identifier les lacunes des traductions européennes, et les œuvres qui devraient être traduites en contrepoint des logiques éditoriales de marché

## Projets
La Société européenne des auteurs fonctionne comme une plateforme de projets. Quatre missions principales ont été identifiées :
- La Liste Finnegan : présentée pour la première fois lors de la Foire internationale du livre de Francfort 2010, la Liste Finnegan constitue une liste annuelle des lacunes de traductions dans les différentes langues de l'Europe. Un comité de 10 auteurs-lecteurs de diverses nationalités propose une sélection de 30 ouvrages insuffisamment traduits, qui met en avant des subjectivités littéraires sans discrimination de genre ou d’époque et prend en considération aussi bien les langues de l’Union que celles parlées et écrites sur le continent européen[1].
- Le Fonds européen pour la traduction croisée : la Société européenne des auteurs souhaite à la fois soutenir les éditeurs européens à trouver des financements d’aides à la traduction grâce aux liens tissés avec les institutions partenaires dans les différents pays concernés, mais aussi compléter les différents systèmes d’aide à la traduction nationaux par une logique proprement européenne.
- La Caravane des langues : des "conférences nomades" sillonnent diverses villes de l'Union pour initier des rencontres autour des thèmes de la traduction, du multilinguisme et du voyage des œuvres, notamment.
- Le Projet Borgès : autrement nommé TLHUB (Translation and Literary Hub), le Projet Borgès est une plateforme européenne de traduction. Les traducteurs, les auteurs et les éditeurs pourront y présenter leur travail, archiver leurs essais de traductions, leurs brouillons et autres textes afin de les rendre accessible à la communauté d’utilisateurs et entrer en contact avec eux, s’ils le souhaitent[1].